# Monte San Vicino e Monte Canfaito
Monte San Vicino e Monte Canfaito este o arie protejată (arie de protecție specială avifaunistică — SPA) din Italia întinsă pe o suprafață de 4.719 ha, integral pe uscat.

## Localizare
Centrul sitului Monte San Vicino e Monte Canfaito este situat la coordonatele 43°19′13″N 13°03′36″E / 43.320207°N 13.059872°E.

## Înființare
Situl Monte San Vicino e Monte Canfaito a fost declarat arie de protecție specială avifaunistică în martie 2003 pentru a proteja 22 de specii de animale.

## Biodiversitate
Situată în ecoregiunea continentală, aria protejată conține 11 habitate naturale: Pajiști uscate seminaturale și facies de acoperire cu tufișuri pe substraturi calcaroase (Festuco-Brometalia) (* situri importante pentru orhidee), Pante stâncoase calcaroase cu vegetație casmofită, Păduri pe pante, grohotișuri și ravene de Tilio-Acerion, Păduri de Quercus ilex și Quercus rotundifolia, Pajiști carstice calcaroase sau bazofile, de Alysso-Sedion albi, Păduri de fag din Apenini cu Taxus și Ilex, Păduri de Castanea sativa, Pajiști alpine și subalpine calcaroase, Pseudostepă cu ierburi și specii anuale de Thero-Brachypodietea, Păduri de stejar alb estice, Fânețe de joasă altitudine (Alopecurus pratensis, Sanguisorba officinalis).
La baza desemnării sitului se află mai multe specii protejate:
- păsări (21): fâsă-de-câmp (Anthus campestris), acvilă de munte (Aquila chrysaetos), ciuf de câmp (Asio flammeus), șorecarul comun (Buteo buteo), caprimulg (Caprimulgus europaeus), șerpar (Circaetus gallicus), erete de stuf (Circus aeruginosus), erete vânăt (Circus cyaneus), erete cenușiu (Circus pygargus), ciocănitoare pestriță mare (Dendrocopos major), presură de grădină (Emberiza hortulana), Eudromias morinellus, Falco biarmicus, șoim de iarnă (Falco columbarius), șoim călător (Falco peregrinus), vânturel roșu (Falco tinnunculus), sfrâncioc roșiatic (Lanius collurio), ciocârlie de pădure (Lullula arborea), Perdix perdix italica, viespar (Pernis apivorus), turturică (Streptopelia turtur)
- amfibieni (1): Bombina pachypus

Pe lângă speciile protejate, pe teritoriul sitului au mai fost identificate 2 specii de păsări.